# Damjan Bohar
Damjan Bohar, slovenski nogometaš, * 18. oktober 1991, Mačkovci.
Rojen je bil v majhnem Prekmurskem kraju Mačkovci z nekaj sto prebivalci.
18. novembra 2014 je debitiral v slovenski reprezentanci na prijateljski tekmi proti kolumbijski reprezentanci na stadionu Stožice.